# Meridiani Planum

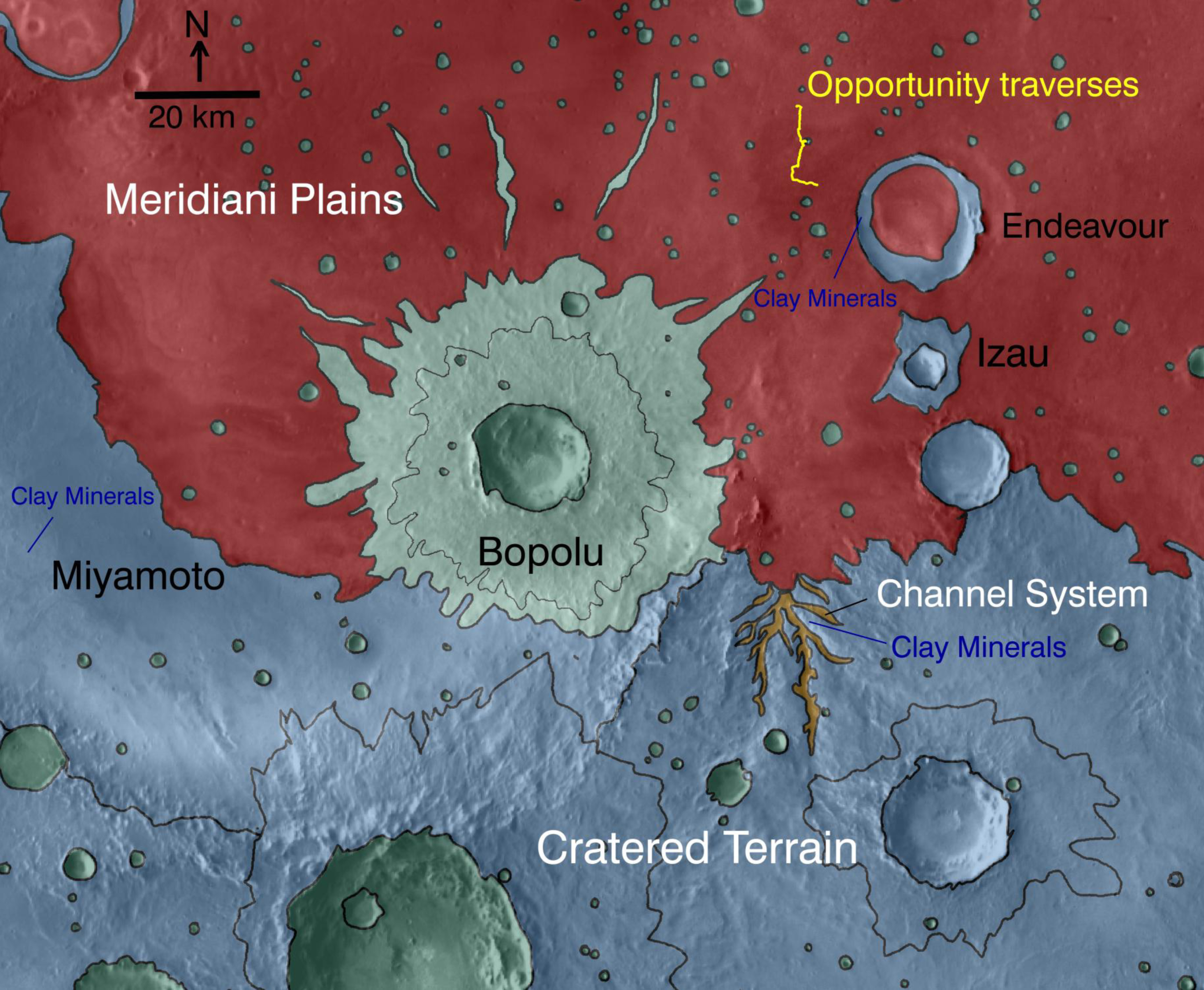
Färgkodad karta över det område vid Meridiani Planum där den amerikanska Mars rovern utforskade terrängen.

Meridiani Planum är en slätt på Mars som ligger 2 grader söder om ekvatorn i den västligaste delen av Sinus Meridiani. På slätten förekommer hematit, också känd som blodmalm. Hematit på jorden bildas ofta i heta källor eller i stående vattenpölar vilket kan betyda hematiten vid Meridiani Planum kan vara en indikation på att det på slätten tidigare funnits heta källor eller flytande vatten. På slätten förekommer också vulkaniska basalt- och nedslagskratrar.
Tack vare den platta terrängen, slättens låga höjd och relativa brist på stenar och kratrar valdes platsen till landningsplats för både NASA:s rymdsond Opportunity som landade 2004 men också för ESA:s rymdsond ExoMars.

## Opportunitys geologiska fynd vid Meridiani Planum
Opportunity fann att jorden vid Meridiani Planum var mycket lik jorden vid Gusevkratern och Ares Vallis, men på många ställen på slätten var jorden täckt med runda hårda grå sfärer som fick namnet "blåbär". Dessa "blåbär" visade sig bestå av nästan helt av hematit och efter ytterligare studier bestämdes att dessa var konkretioner bildade i marken av vatten. Största delen av jorden bestod av olivinbasaltsand som inte kom från de lokala klipporna. Sanden kan ha transporterats dit från någon annanstans.
Det upptäcktes också att mineralet jarosit förekom i hela berggrunden, något som har tolkats som ytterligare bevis för att det har funnits vatten på den här slätten. Dessutom påvisades brom i varierande koncentration i stenar på slätten, något som också ses som en indikation på att vatten har funnits här.